# Chiquibul River
Der Chiquibul River (Río Chiquibul) ist ein Fluss im Toledo District in Belize und im Departamento Petén von Guatemala.

## Verlauf
Der Chiquibul River entspringt nördlich des Hauptkammes der Maya Mountains im Süden des Cayo District von Belize. Der Fluss hat zwei Teilungsläufe. Der 31 km lange South Chiquibul kommt ganz aus dem Süden, nimmt von rechts den 21 km langen Ceibo Grande auf (der selbst den 12 km langen Ceibo Chico aufnimmt). Von links nimmt er den 16 km langen Rio Blanco. Der zweite Teilungslauf kommt aus dem Osten. Die Quellen liegen bei 16.6516°N -88.8230°W im Cayo District an der Grenze zum Toledo-Distrikt. Dieser Quellbach verläuft zunächst nach Westen, nimmt von links den 18 km langen Smoky Branch auf und fließt dann nach Nordwesten. Dieser zweite Quellfluss läuft teilweise unterirdisch durch das Höhlensystem von Chiquibul und kommt erst im Departamento Petén von Guatemala wieder an die Oberfläche. In Guatemala fließen die beiden Quellflüsse zusammen.
Der Fluss verläuft dann nach Nordwesten und wendet sich fünf Kilometer südlich von El Cruzadero bei Salpet nach Nordosten. Fünf Kilometer östlich von El Cruzadero mündet der Fluss in den Río Mopan.
Die zwei Flussabschnitte an der Oberfläche sind zusammen 66 km lang. Der unterirdische Abschnitt kommt in Luftlinie in einer Entfernung von 12 km wieder an die Oberfläche.